# Міністерство безпеки і внутрішніх справ Російської Федерації
Міністерство безпеки і внутрішніх справ РРФСР/Російської Федерації — центральний орган державної влади Російської Федерації (до цього РРФСР), у веденні якого планувалося об'єднати органи забезпечення державної безпеки і органи внутрішніх справ. Міністерство існувало в період з грудня 1991 по січень 1992 року.

## Історія
Міністерство безпеки і внутрішніх справ РРФСР (МБВС РРФСР) було утворено 19 грудня 1991 року Указом Президента РРФСР № 289 шляхом злиття МСБ СРСР, МВС СРСР, АФБ РРФСР та МВС РРФСР.
Міністром безпеки і внутрішніх справ РРФСР став В. П. Баранников, який займав посаду міністра внутрішніх справ СРСР. Указом про призначення Баранникова доручалося підготувати проект положення про міністерство, пропозиції про його структуру і штати, проте за весь період існування МБВС ці документи так і не були затверджені.
26 грудня 1991 року призначені перші заступники Міністра безпеки і внутрішніх справ Російської Федерації — В. Ф. Ерін (1-й заступник Міністра внутрішніх справ СРСР) і А. А. Олейников (1-й заступник Керівника Міжреспубліканської служби безпеки СРСР). Інших призначень в центральному апараті так і не відбулося.
Створення МБВС викликало протест з боку Верховної Ради РРФСР, група депутатів направила клопотання в Конституційний Суд РРФСР. 14 січня 1992 року Конституційний суд визнав, що указ про створення МБВС РРФСР не відповідає Конституції РРФСР і в зв'язку з цим оголосив його недійсним. Наступного дня Президентом були офіційно звільнені від своїх постів і вже припинили виконання обов'язків В. В. Іваненко (генеральний директор АФБ РРФСР), А. Ф. Дунаєв (міністр внутрішніх справ РРФСР) і В. В. Бакатін (керівник МСБ СРСР). Баранников був відразу ж був призначений генеральним директором АФБ Російської Федерації, а Ерін — міністром внутрішніх справ Російської Федерації.
Указом № 42 від 24 січня 1992 року о заснуванні МБ РФ було утворено Міністерство безпеки Російської Федерації.